# Great News
Great News es una sitcom estadounidense, creada y escrita por Tracey Wigfield, y coproducida por Tina Fey, Robert Carlock y David Miner para 3 Arts Entertainment, Little Stranger y Universal Television. La serie fue estrenada en NBC el 25 de abril de 2017. El 11 de mayo de 2017, NBC renovó Great News para una segunda temporada de 13 episodios, que se estrenó el 28 de septiembre de 2017.
El 11 de mayo de 2018, NBC canceló la serie después de dos temporadas.

## Sinopsis
La serie, ambientada en el mundo de las noticias televisivas, sigue a una productora de noticias que se encuentra con una nueva pasante: su madre.

## Elenco

### Principales
- Briga Heelan como Katie Wendelson.[7]
- Andrea Martin como Carol.[8]
- John Michael Higgins como Chuck Pierce.
- Nicole Richie como Portia.
- Adam Campbell como Greg.[9]
- Horatio Sanz como Justin.

### Recurrentes
- Tracey Wigfield como Beth Vierk.
- Sheaun McKinney como Wayne.[10]
- Brad Morris como Gene.

## Episodios
| N.º (serie) | Título                  | Director             | Guionista(s)    | Emisión original    | Audiencia (en millones) |
| ----------- | ----------------------- | -------------------- | --------------- | ------------------- | ----------------------- |
| 1           | «Pilot»                 | Beth McCarthy-Miller | Tracey Wigfield | 25 de abril de 2017 | 5,13                    |
| 2           | «Bear Attack»           | Beth McCarthy-Miller | Tracey Wigfield | 25 de abril de 2017 | 4,13                    |
| 3           | «Chuck Pierce Is Blind» | Claire Scanlon       | Sam Means       | 2 de mayo de 2017   | 3,70                    |

## Recepción
Great News ha recibido críticas positivas de los críticos. En Rotten Tomatoes, la serie tiene una calificación de aprobación del 74%, basada en 27 comentarios, con una calificación de 6.2/10. El consenso crítico del sitio dice, "Great News supera sus aparatos familiares con humor suavemente subversivo y un elenco inteligente de actores talentosos y simpáticos". En Metacritic, la serie tiene una puntuación de 67 de 100, basada en 21 críticos, lo que indica "generalmente críticas favorables".